# Trematodon montanus
Trematodon montanus är en bladmossart som beskrevs av Belland och Brassard 1983. Trematodon montanus ingår i släktet tranmossor, och familjen Bruchiaceae. Inga underarter finns listade i Catalogue of Life.